# Bernadett Szél
Bernadett Szél (ur. 9 marca 1977 w Peczu) – węgierska polityk i ekonomistka, parlamentarzystka, od 2013 do 2018 współprzewodnicząca ugrupowania Polityka Może Być Inna (LMP).

## Życiorys
Ukończyła szkołę w Zalaegerszegu, a w 2000 studia na Uniwersytecie Korwina w Budapeszcie. Doktoryzowała się w 2011. Pracowała w Philip Morris International, później jako menedżer programów w organizacji zajmującej się prawami człowieka. Następnie była badaczką w jednej z instytucji Węgierskiej Akademii Nauk, później podjęła pracę w Centralnym Urzędzie Statystycznym (KSH).
Zaangażowała się w działalność polityczną w ramach partii Polityka Może Być Inna. W 2013 została współprzewodniczącą tego ugrupowania. W 2010 bez powodzenia kandydowała do parlamentu. Mandat posłanki do Zgromadzenia Narodowego objęła w trakcie kadencji w 2012. Utrzymała go następnie w wyniku kolejnych wyborów w 2014 i 2018. W 2018 odeszła ze swojego ugrupowania.